# A Fridge Too Far
A Fridge Too Far è il quinto album studio del gruppo hardcore punk Charged GBH pubblicato nel 1989.

## Tracce
1. Pass The Axe
2. Captain Chaos
3. Go Home
4. Checkin' Out
5. See You Bleed
6. When Will It End?
7. A Fridge Too Far
8. The Fist Of Regret
9. Needle In A Haystack
10. Twenty Floors Below
11. Nocturnal Journey
12. Crossfire

## Formazione
- Colin Abrahall  - voce
- Jock Blyth - chitarra
- Ross Lomas - basso
- Kai Reder - batteria